# Jim Ward
James Kevin "Jim" Ward (n. 19 mai 1959) este un actor american de film. Este cunoscut pentru că și-a împrumutat vocea mai multor personaje de film și de jocuri video.